# Conioscinella amabilis
Conioscinella amabilis är en tvåvingeart som först beskrevs av Becker 1913.  Conioscinella amabilis ingår i släktet Conioscinella och familjen fritflugor. Inga underarter finns listade i Catalogue of Life.